# 邏輯主義
邏輯主義（英語：Logicism）是數學哲學中的一門學派，其理論推測數學是邏輯的延伸，甚至認為一切的數學皆可視為邏輯的原型。
創始者為戈特洛布·弗雷格。伯特蘭·羅素和阿弗烈·諾夫·懷海德在理論提出後擁戴此論。戈特洛布·弗雷格在伯特蘭·羅素提出羅素悖論後放棄了產生矛盾的樸素集合論。羅素和懷海德將此有關概念著於《数学原理》一書。哥德爾不完全定理有時被聲稱妨礙了此計劃的目的。它亦為二十世紀分析哲學的重要指標。